# Амбассадор (мост)
Мост Амба́ссадор (англ. Ambassador Bridge) — висячий мост через реку Детройт, соединяющий города Детройт (США) и Уинсор (Канада). Длина моста — 2286 метров, длина самого длинного пролета — 564 метра, с 1929 по 1931 годы мост занимал первое место в мире по длине главного пролета. Мост является длиннейшим висячим мостом, соединяющим два государства.
Мост Амбассадор является самым загруженным среди мостов, соединяющих США и Канаду. На 2010 год через него проходило более 25 % автомобильных грузоперевозок и около 30 % общего объёма торговых перевозок между странами, стоимость грузов, ежедневно перевозимых через мост, тогда составляла около миллиарда долларов США.

## История
Сразу после окончания Гражданской войны в США (1861—1865) начался бурный рост промышленности, что привело к увеличению пассажиро- и товарооборота через реку Детройт. Во второй половине XIX века основным видом транспорта был железнодорожный, однако для переправы составов через реку использовались паромы, что существенно замедляло перевозку. В 1891 году был построен туннель Сент-Клэр, соединивший города Сарния и Порт-Гурон. Однако в начале XX века все сильнее чувствовалась необходимость в постройке моста, который соединил бы Детройт и Уинсор. Первые попытки создать проект были предприняты еще в 1903 году, когда была сформирована специальная комиссия, однако строительство так и не было начато.

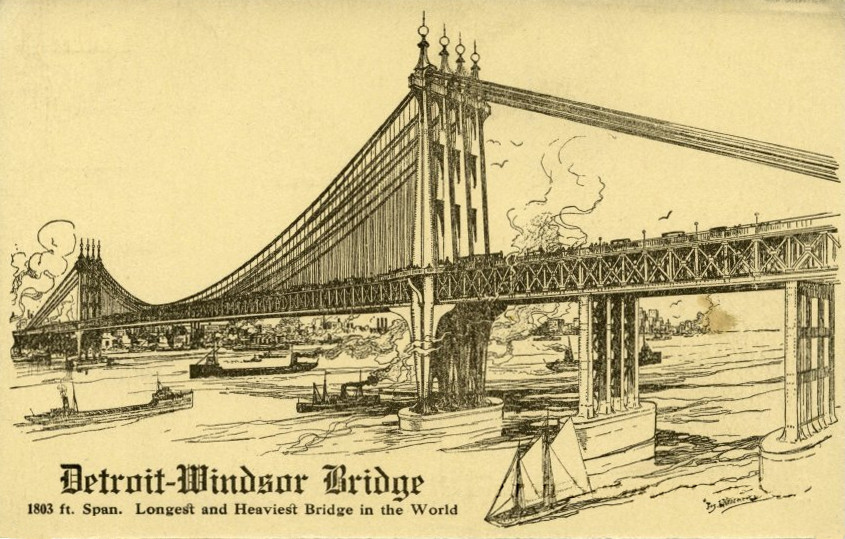
Первый проект моста, созданный Чарльзом Фаулером

Сразу после Первой мировой войны нью-йоркский инженер Чарльз Эван Фаулер (англ. Charles Evan Fowler) составил чертеж огромного моста, который включал в себя железнодорожные линии, автодорогу, специальную секцию для электромобилей, а также пешеходные дорожки, и должен был соединить центры городов. Его проект был очень амбиционным и оценивался в 28 миллионов долларов.
Фаулер не добился успеха в поиске финансирования, однако один из его знакомых, Джон Остин (англ. John W. Austin) решительно поддержал его. В 1924 году Остин принял решение, сыгравшее впоследствии важную роль в постройке моста. Он связался с Джозефом Бауэром (англ. Joseph A. Bauer), своим знакомым, бывшим жителем Детройта, а теперь успешным нью-йоркским банкиром. Бауэр очень заинтересовался проектом и впоследствии сыграл одну из главных ролей в создании моста. Проект получил одобрение как Парламента Канады, так и Конгресса США.
К середине 20-х годов появилась возможность построить автомобильный мост. Завершенный в 1910 году железнодорожный туннель между Уинсором и Детройтом удовлетворял нужды Canadian Pacific Railway и Michigan Central Railroad, в то время как Canadian National Railway, Grand Trunk Western Railroad и Wabash Railroad продолжали пользоваться паромами.
Однако, у постройки были и противники, мэр Детройта Джон Смит (англ. John W. Smith) понимал, что мост станет приносить огромные прибыли и считал, что Амбассадор должен стать собственностью Детройта. Это на некоторое время задержало постройку. Однако мост все равно перешел в частные руки — компании Detroit International Bridge Company, главой которой стал Джозеф Бауэр. Строительство началось в мае 1927 года.
По контракту, если строительство было бы завершено до 16 августа 1930 года, строительная организация получала бы бонус в виде половины прибыли, полученной до этой даты. Строительство было закончено в День перемирия, 11 ноября 1929 года, более чем на полгода раньше условленного срока. Мост стал самым длинным висячим мостом в мире, побив предыдущий рекорд, принадлежавший мосту Бенджамина Франклина (длина главного пролета 533 м).
Однако финансовые проблемы начались еще до дня открытия. За 3 недели до открытия, 24 октября 1929 года произошел серьезный обвал на фондовых биржах США, что стало причиной Великой Депрессии. Из-за этого мост окупился только в 1939 году.
В 1930 по мосту проходило около 4400 автомобилей ежедневно. В 1931 году это число снизилось до 3000, а в 1932 — до 2300.
Создатель Амбассадора, Джозеф Бауэр, ушел с поста директора компании в 1959, однако продолжал участвовать в её жизни. Он умер в 1977 году, в возрасте 96 лет. Через 2 года его наследники выставили акции компании на продажу. Уоррен Баффет приобрел 25 %. Позже владелец маленькой компании грузоперевозок Мануэль «Мэтти» Мароун под залог своей фирмы, за 30 млн долларов выкупил все акции, включая те, что принадлежали Баффету. В настоящее время Мароун владеет 7 крупными фирмами и является безраздельным владельцем компании Detroit International Bridge Company и моста Амбассадор.
В 2000 году по мосту прошло более 12 миллионов автомобилей. В 2008 этот показатель составил около 7.3 млн, в 2009 — 6.5 млн, а в 2010 — 7.2 миллиона.

## Конструкция[9]
Мост Амбассадор имеет длину в 2286 метров, главный пролет — 564 метра. Главный архитектор — Джонатан Джонс (компания McClintic-Marshall Питтсбург, Пенсильвания).

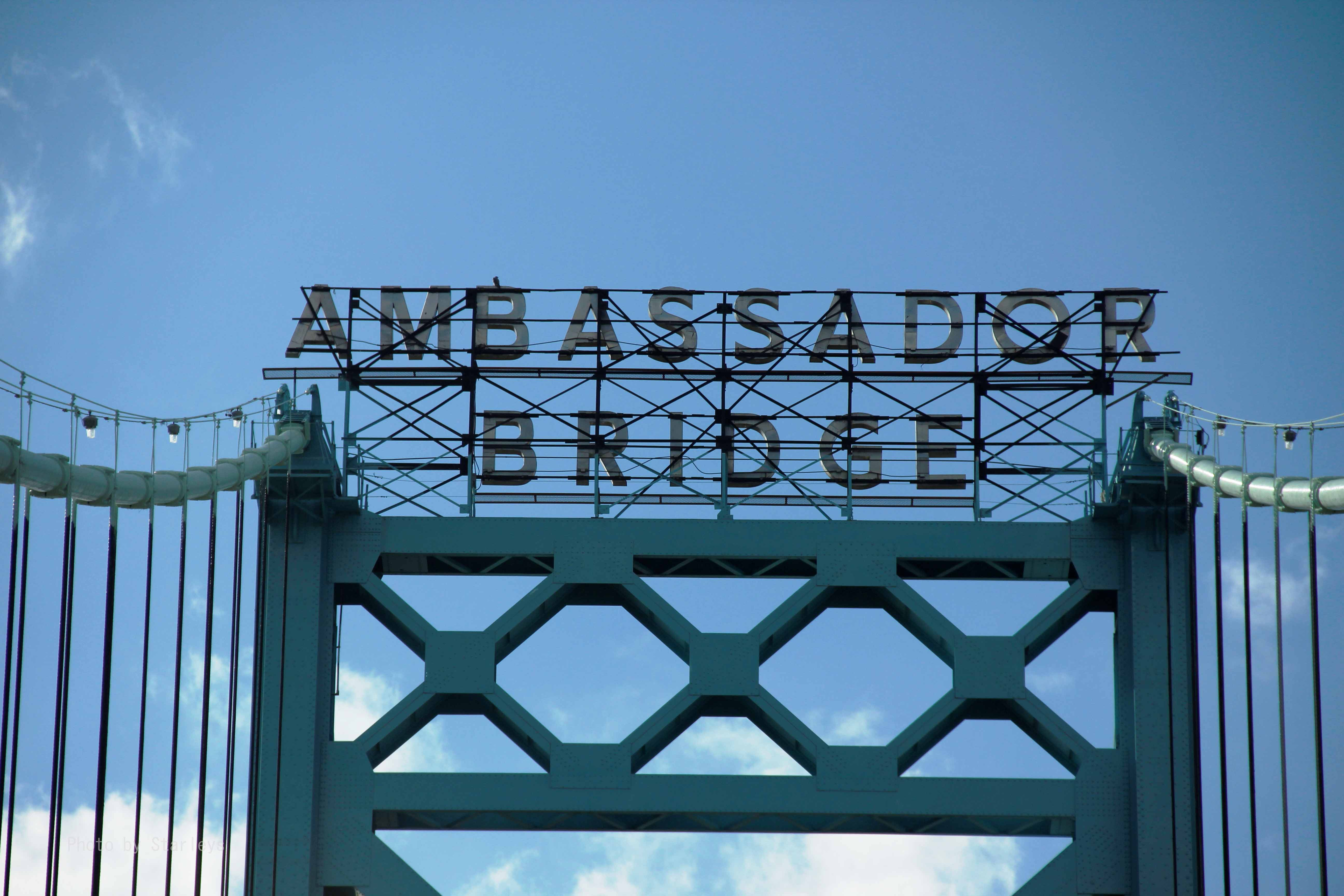
Надпись Ambassador Bridge на вершине пилона

Мост построен в стиле Ар-деко и Стримлайн Модерн с небольшими элементами готики.
Основной материал — сталь. Для пилонов использовались особо прочные ферросиликатные стали.
Высота пилонов — 118 метров над уровнем реки, они установлены на дне Детройта, на глубине 35 метров. Масса конструкции — 19 000 тонн (21 000 американских тонн). Высота моста над водой — 46 метров, что позволяет проходить под ним самым крупным судам.
Тросами поддерживается только главный пролет. Боковые пролеты поддерживаются береговыми опорами — фермами.
На вершине обоих пилонов расположена надпись Ambassador Bridge, обращенная к ближнему берегу.
Планируется создание еще одного висячего моста рядом с уже имеющимся. Он должен будет содержать 6 полос. Его стоимость оценивается в 1 миллиард долларов США.

## Расположение
Мост проходит с севера на юг, соединяя юго-восток Детройта и северо-запад Уинсора. В Канаде он является окончанием улицы Гурон-Чёрч (англ. Huron Church Road). В Детройте мост соединен транспортной развязкой с шоссе Фишер (англ. Fisher Freeway).
Мост соединяет американские Шоссе 75, Шоссе 94 и Шоссе 96 с канадским Шоссе 401.

## Мост в массовой культуре
- Мост присутствует в фильмах «Хоффа», «8 миля», «Здравозахоронение», «Боулинг для Колумбайна» и «Кровь за кровь», а также в мультфильме «Мыши-байкеры с Марса».
- Мост упоминается в новелле «Средний пол».
- Мост в течение нескольких секунд показывается в начале видеоклипа на песню Эминема Lose Yourself. Также на мосту сняты несколько эпизодов из самого клипа.
- Мост показан в документальном фильме Жизнь после людей.[12]
- Также мост показан в мультсериале Симпсоны: серия D’oh Canada.
- В феврале 2022 года мост Амбассадор был блокирован грузовиками «Конвоя Свободы».

## Цены за проезд
Проезд по мосту платный.

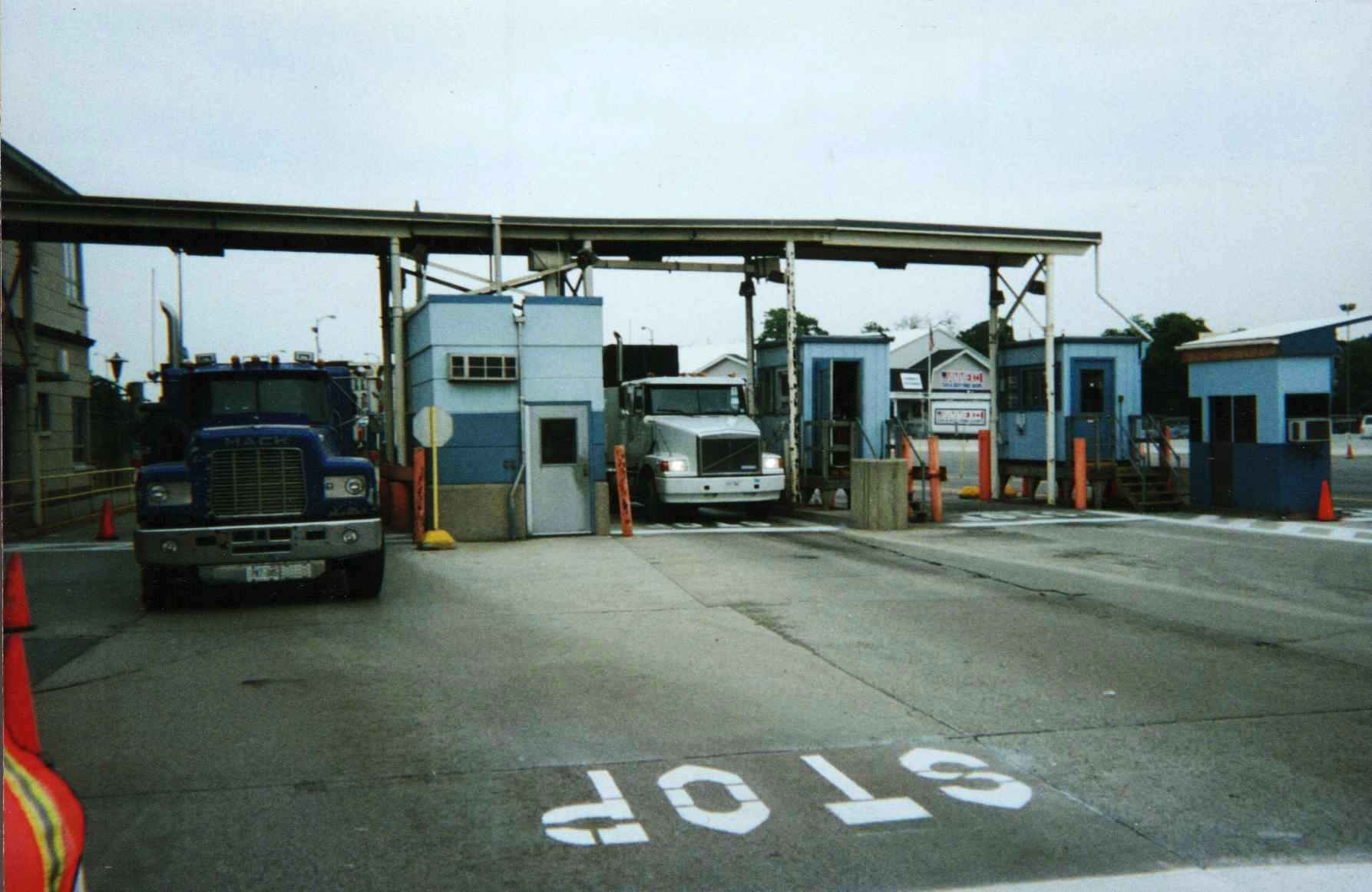
Пропускной пункт перед мостом

Цены установленные 18 февраля 2019 года:
| Транспортное средство            | USD   | CAD   |
| Стандартные автомобили           | 5.00  | 6.25  |
| Автомобили с прицепом, трейлером | 5.00  | 6.25  |
| Мотоциклы                        | 5.00  | 6.25  |
| Автобусы                         | 10.00 | 12.50 |

Пешеходная и велосипедная дорожки были построены только на южной стороне моста. Однако после террористических атак 11 сентября 2001 года, проход пешеходов и проезд велосипедистов в целях безопасности был запрещен.

## Галерея

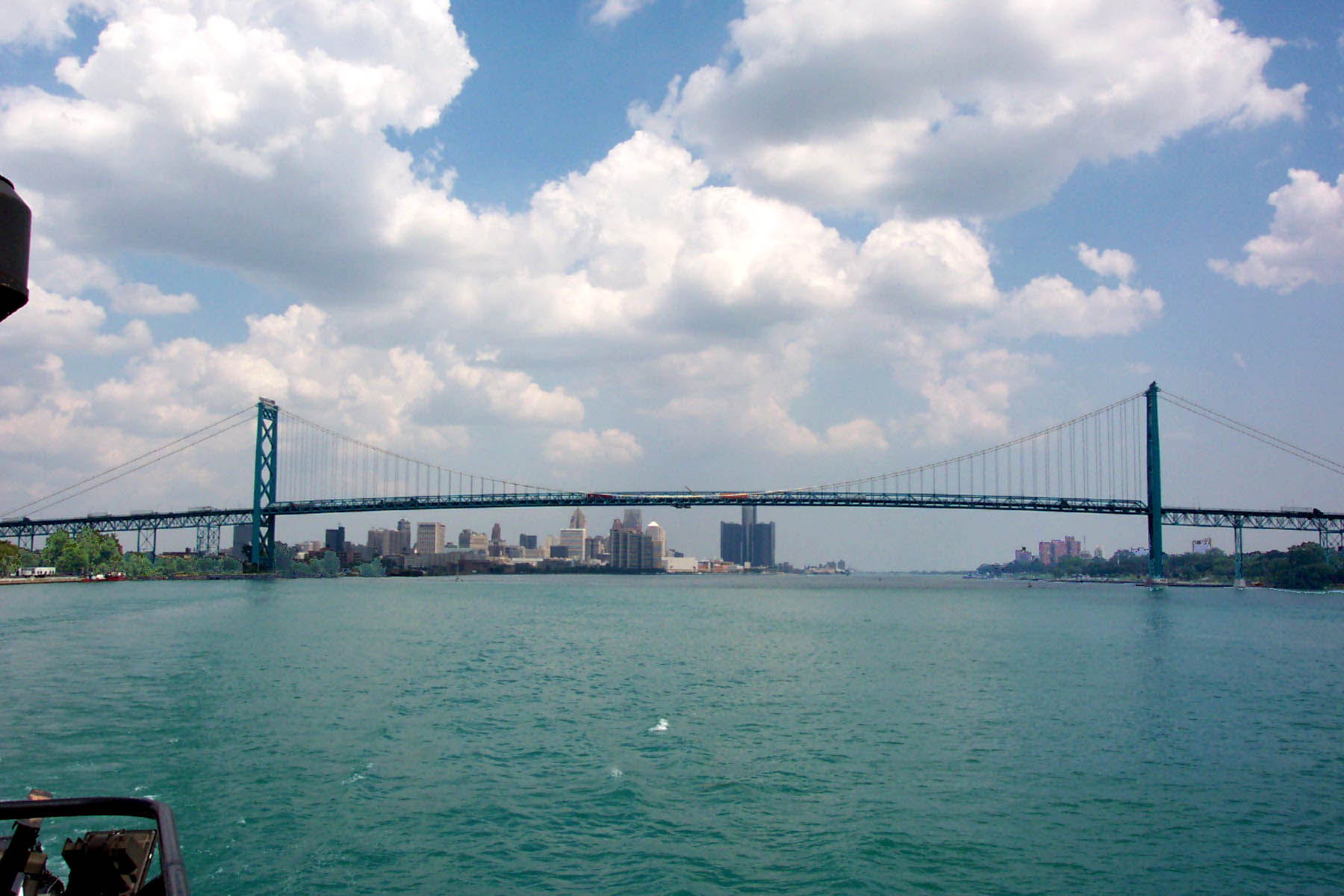
Панорама моста
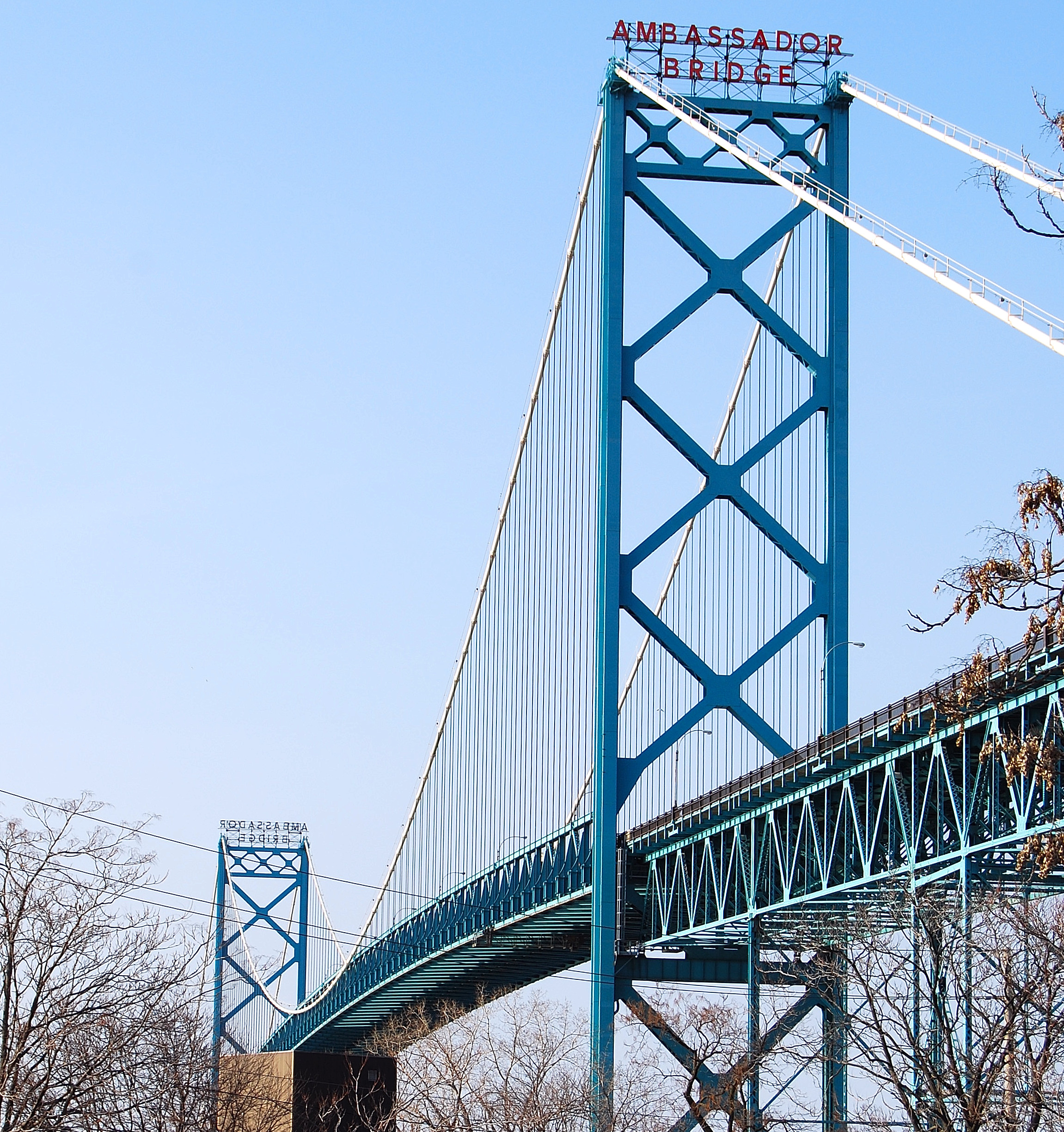
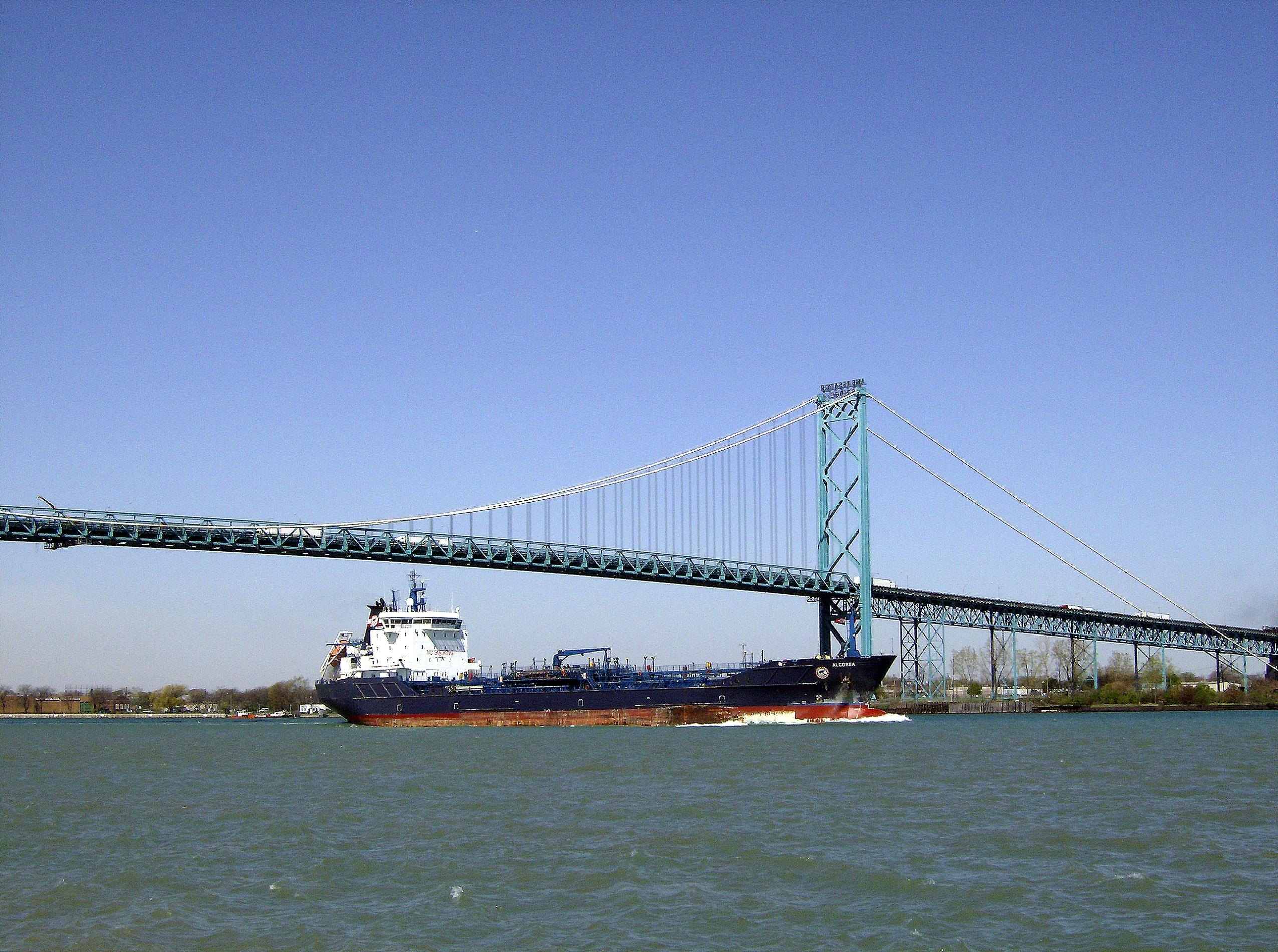
Судно, проходящее под мостом
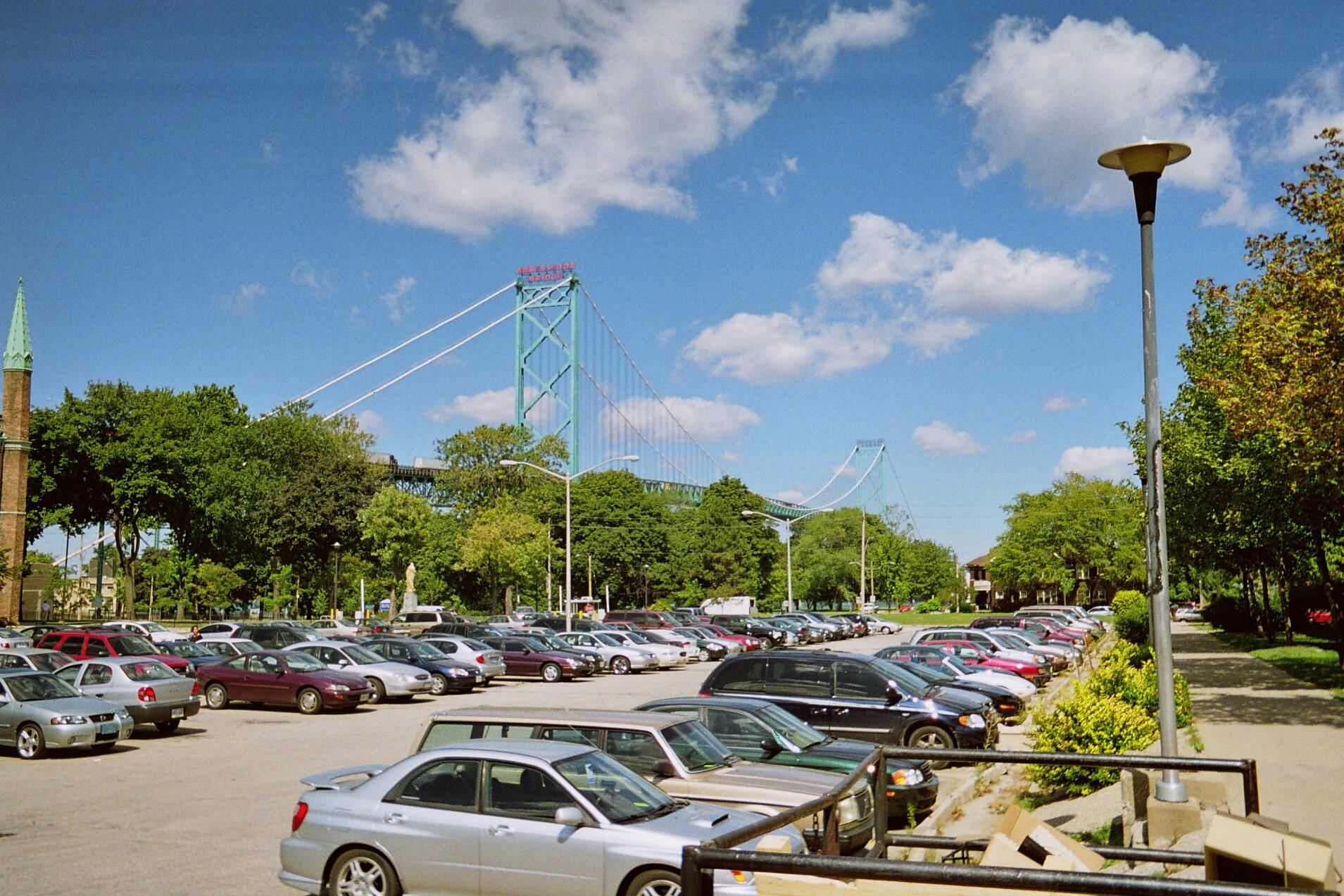
Вид со стороны Виндзора
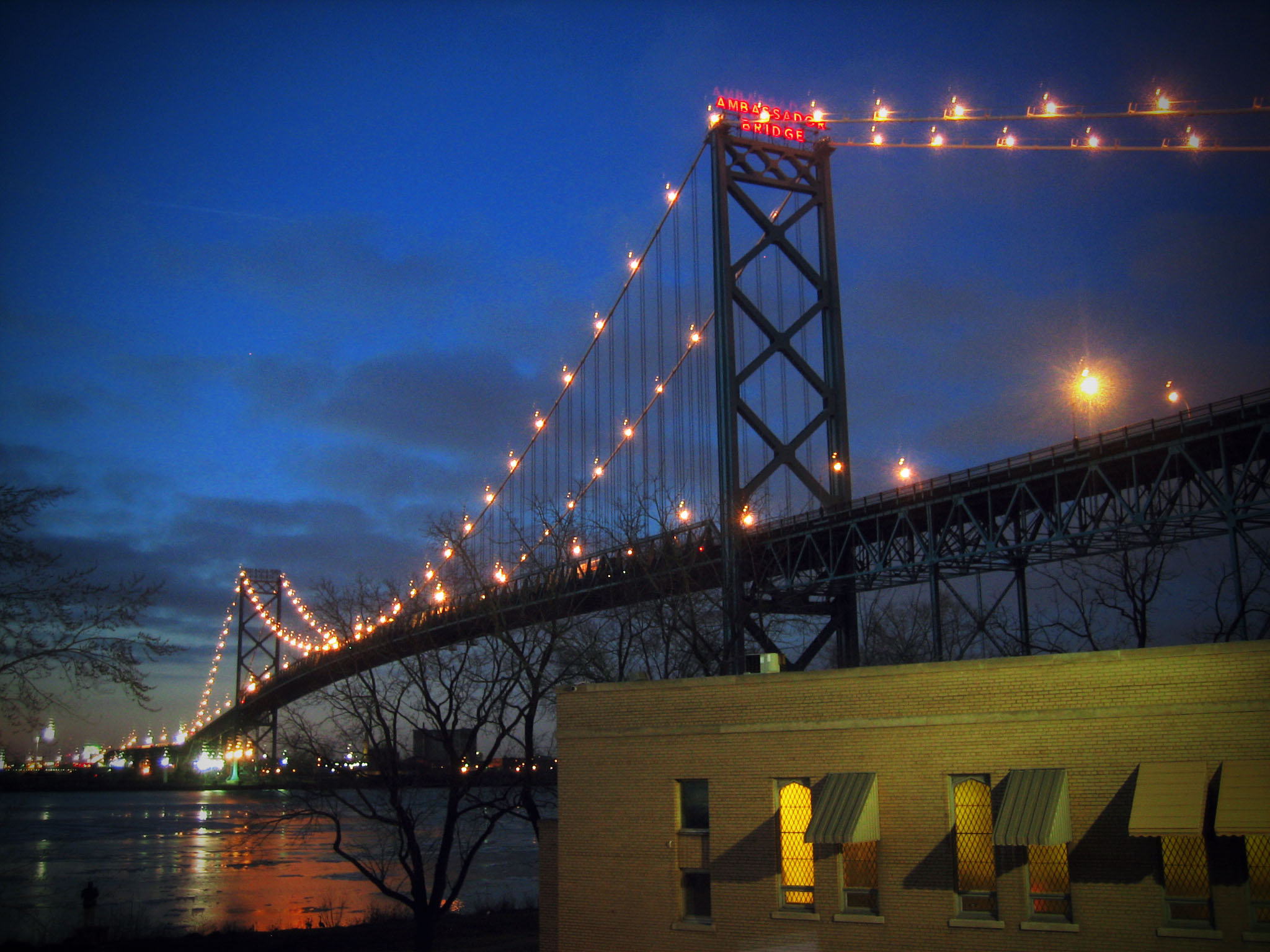
Мост вечером
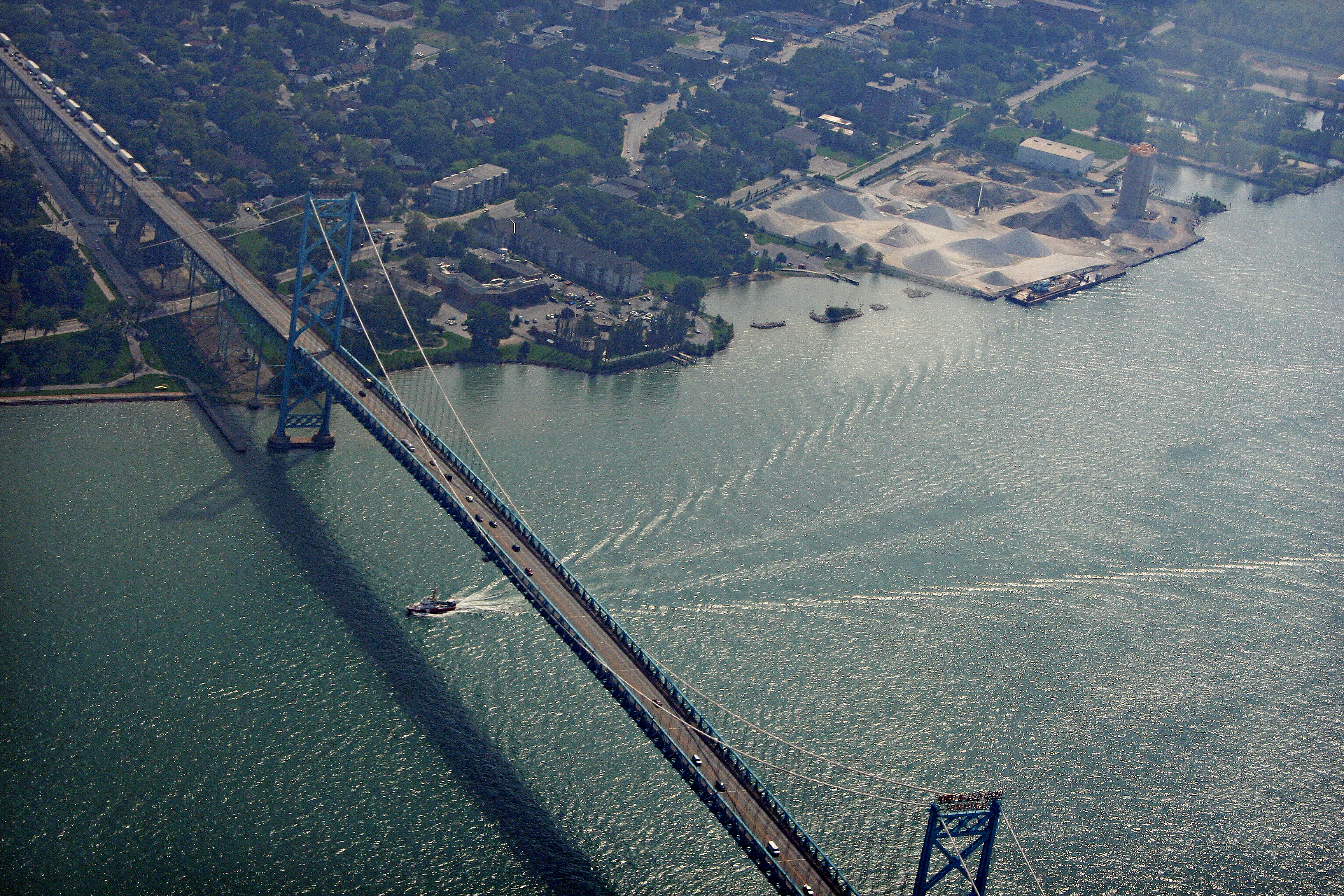
Мост с высоты птичьего полета